# Beatriz Marinello
Beatriz Mansilla Marinello (també coneguda com a Beatriz MacArthur; nascuda el 14 de maig de 1964) és una jugadora d'escacs xilena-nord-americana i directiva de l'àmbit dels escacs. Va ser vicepresidenta de la FIDE des del 2010 fins al 2018. Marinello va ser anteriorment presidenta de la Federació d'Escacs dels Estats Units (USCF) de 2003 a 2005 i membre de la junta executiva de 2003 a 2007. Va ser escollida secretària general de l'Associació de Professionals d'Escacs el 2019.
Marinello va començar a jugar als escacs als 13 anys i es va convertir en campiona nacional femenina de Xile quan tenia 16 anys. El 1980 va rebre el títol de Mestra Internacional Femenina (WIM) de la FIDE. Va organitzar el seu primer campionat nacional a Xile als 20 anys, i més tard va organitzar altres competicions internacionals.
Marinello va arribar als Estats Units des de Xile l'any 1990 i es va convertir en professora d'escacs a Miami. Va representar els EUA en dos tornejos interzonals femenins: el 1991 a Subotica i el 1993 a Jakarta. També va representar els Estats Units a l'Olimpíada d'escacs femenina de 1994 celebrada a Moscou.